# Baldomer Pastells i Ribera
Baldomer Pastells i Ribera (Castelló d'Empúries, 1848 - Castelló d'Empúries, 1930), l'Avi Rau, fou flabiolaire i tamborí de la cobla Empordanesa, abans de ser cofundador de la cobla-orquestra Els Rossinyols. A aquesta cobla de Castelló d'Empúries coincidiren amb en Pastells els músics Francesc Riera, Ramon Carreras, Feliu Sans, Isidre Quintana, Miquel Barniquel, Joaquim Batlle, Salvi Callís, Pau Guanter, Amadeu Sitjà i Rafael Portell. Més endavant s'hi varen afegir Francesc Pepet Riera, Salvador Batlle, Adolf Laporta, Vicenç Llovell, Enric Soldevila i Francesc Pascual. Tots aquests músics havien rebut formació musical a la capella de música de l'església parroquial de Santa Maria de Castelló d'Empúries.